# René Moulis
Pas d'image ? Cliquez ici

a Compétitions nationales et continentales officielles uniquement.

b Matchs officiels uniquement.
René Moulis, né le 6 juillet 1931 à Carcassonne et mort le 25 décembre 2006 au Barcarès, est un joueur de rugby à XIII international français, évoluant au poste de talonneur. En club, il joue dans un premier temps au Celtic de Paris puis dans un second temps à Lézignan avec lequel il remporte le Championnat de France en 1961 et la Coupe de France en 1960 aux côtés d'André Carrère, Gilbert Benausse et Claude Teisseire.

## Palmarès
- Collectif :
  - Vainqueur du Championnat de France : 1957 (XIII Catalan) et 1961 (Lézignan).
  - Vainqueur de la Coupe de France : 1960 (Lézignan).
  - Finaliste du Championnat de France : 1959 (Lézignan).
  - Finaliste de la Coupe de France : 1961 (Lézignan).